# (211172) Tarantola
(211172) Tarantola est un astéroïde de la ceinture principale.

## Nom
(211172) Tarantola est nommé en l'honneur d'Albert Tarantola (1949-2009), géophysicien qui a réalisé des contributions majeures à la théorie du problème inverse. Il a été le premier à utiliser des méthodes d'inversion pour imager l'intérieur de la Terre en utilisant des ondes sismiques en forme d’onde.

## Description
(211172) Tarantola est un astéroïde de la ceinture principale. Il fut découvert le 2 mai 2002 à Needville par Joseph A. Dellinger et Paul Sava. Il présente une orbite caractérisée par un demi-grand axe de 2,39 UA, une excentricité de 0,21 et une inclinaison de 0,9° par rapport à l'écliptique.